# HD43760
HD43760 — хімічно пекулярна зоря спектрального класу F0, що має видиму зоряну величину в смузі V приблизно  6,7.
Вона  розташована на відстані близько 1094,5 світлових років від Сонця.

## Фізичні характеристики
Зоря HD43760 обертається 
дуже повільно 
навколо своєї осі. Проєкція її екваторіальної швидкості на промінь зору становить  Vsin(i)=  9км/сек.